# Округ Мауи (Хаваји)
Мауи (хав. Maui) је округ у америчкој савезној држави Хаваји.

## Демографија
По попису из 2010. године број становника је 154.834, што је 26.74 (20,9%) становника више него 2000. године.
| Група             | 2000.          | 2010.          |
| Белци             | 40.918 (31,9%) | 49.193 (31,8%) |
| Афроамериканци    | 509 (0,4%)     | 870 (0,6%)     |
| Азијати           | 39.728 (31,0%) | 44.595 (28,8%) |
| Хиспаноамериканци | 10.050 (7,8%)  | 15.710 (10,1%) |
| Укупно            | 128.094        | 154.834        |